# Ronny Souto
Ronny Walder Alves Souto Amado (ur. 7 grudnia 1978 w Prai) – kabowerdeński piłkarz występujący na pozycji napastnika. 

## Kariera klubowa
Souto seniorską karierę rozpoczynał w 1998 roku w zespole Sporting Clube Praia. W 2002 roku wywalczył z nim wicemistrzostwo Republiki Zielonego Przylądka. W 2003 roku przeszedł do luksemburskiego CS Obercorn. Jego barwy reprezentował przez 4 lata. W 2007 roku odszedł do F91 Dudelange, z którym w przeciągu 3 lat, wywalczył 2 mistrzostwa Luksemburga (2008, 2009), wicemistrzostwo Luksemburga (2010) oraz Puchar Luksemburga (2009).
W 2010 roku Souto podpisał kontrakt z Folą Esch. W 2013 oraz w 2015 zdobył z nią mistrzostwo Luksemburga. W 2017 roku odszedł do klubu RM Hamm Benfica, gdzie w 2019 roku zakończył karierę.

## Kariera reprezentacyjna
W reprezentacji Republiki Zielonego Przylądka Souto zadebiutował w 2008 roku.